# St. Severin (Gutendorf)

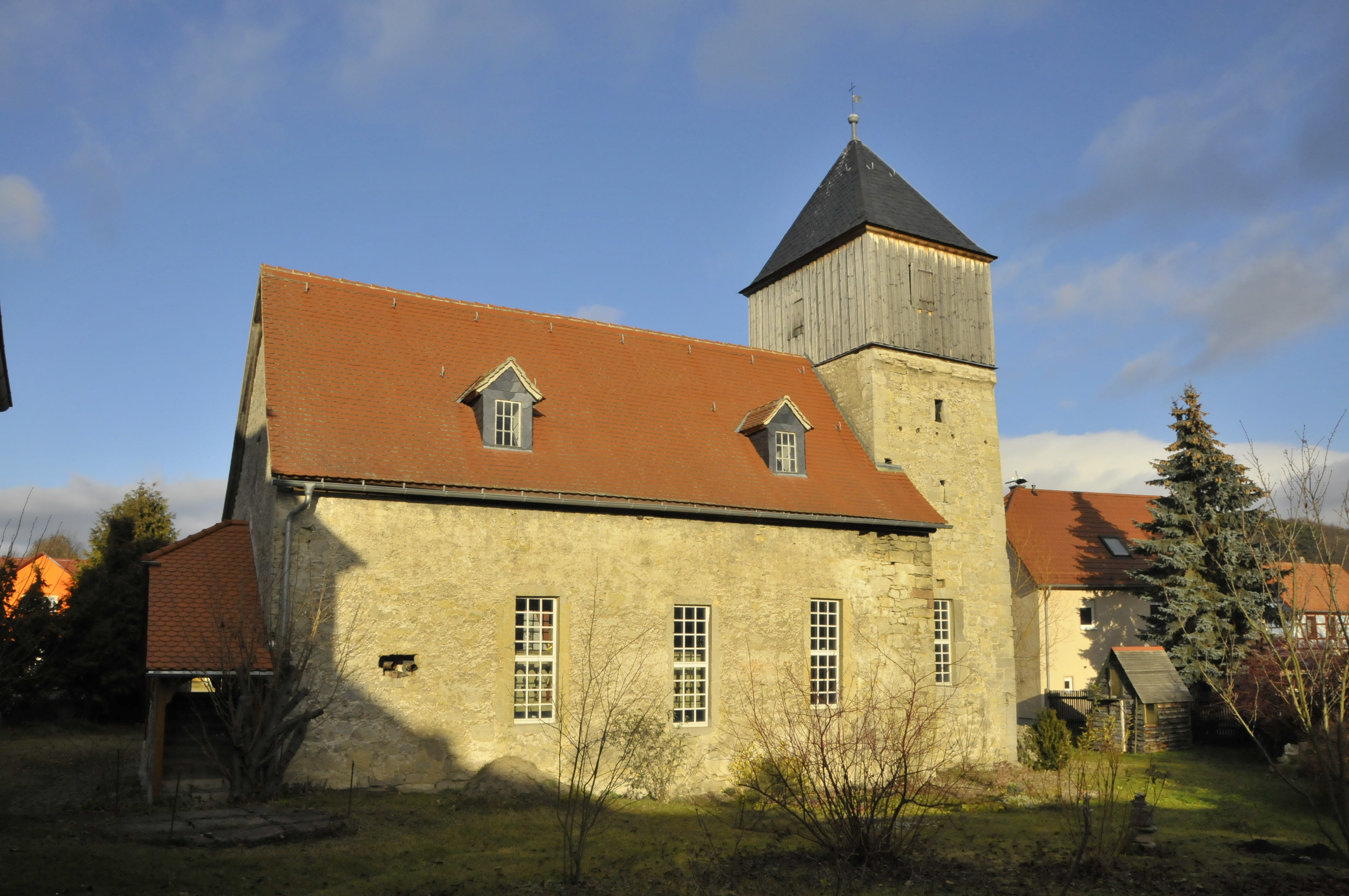
Die Kirche

Die evangelische Dorfkirche St. Severin im Ortsteil Gutendorf der Stadt Bad Berka in Landkreis Weimarer Land in Thüringen liegt am westlichen Ortsrand des Rundlingsdorfes. Sie gehört zum Kirchspiel Klettbach im Kirchenkreis Weimar der Evangelischen Kirche in Mitteldeutschland.

## Geschichte
Sie war ursprünglich eine romanische Chorturmkirche aus dem 13. Jahrhundert. Reste von Rundbögen an Türen, Fenstern sind neben dem Altartisch vorhanden. Der gotische Sakramententisch und barocke Umbauten im späten 17. und frühen 18. Jahrhundert weisen auf die Übergangsepochen hin.

## Besondere Merkmale
- Sehenswert ist der Kanzelaltar mit Engelsfiguren, Strahlensonne und ein Pelikan geben symbolisierte Hinweise auf Fürsorge und Zuwendung von Jesus.
- Das hölzerne Taufgestell mit Darstellung der Taufe Jesu durch Johannes.
- Die Orgel stammt aus dem 18. Jahrhundert von einem unbekannten Meister. Sie ist fast im Originalzustand, stark verschmutzt und schwer bespielbar.
- Zur ehemaligen Glocke von 1857 (Verlust im 1. Weltkrieg) siehe die Liste von Glocken im Landkreis Weimarer Land und in Weimar.